# Knölgröe
Knölgröe (Poa bulbosa) är en gräsart som beskrevs av Carl von Linné. Enligt Catalogue of Life ingår Knölgröe i släktet gröen och familjen gräs, men enligt Dyntaxa är tillhörigheten istället släktet gröen och familjen gräs. Arten är reproducerande i Sverige. Inga underarter finns listade i Catalogue of Life.

## Bildgalleri

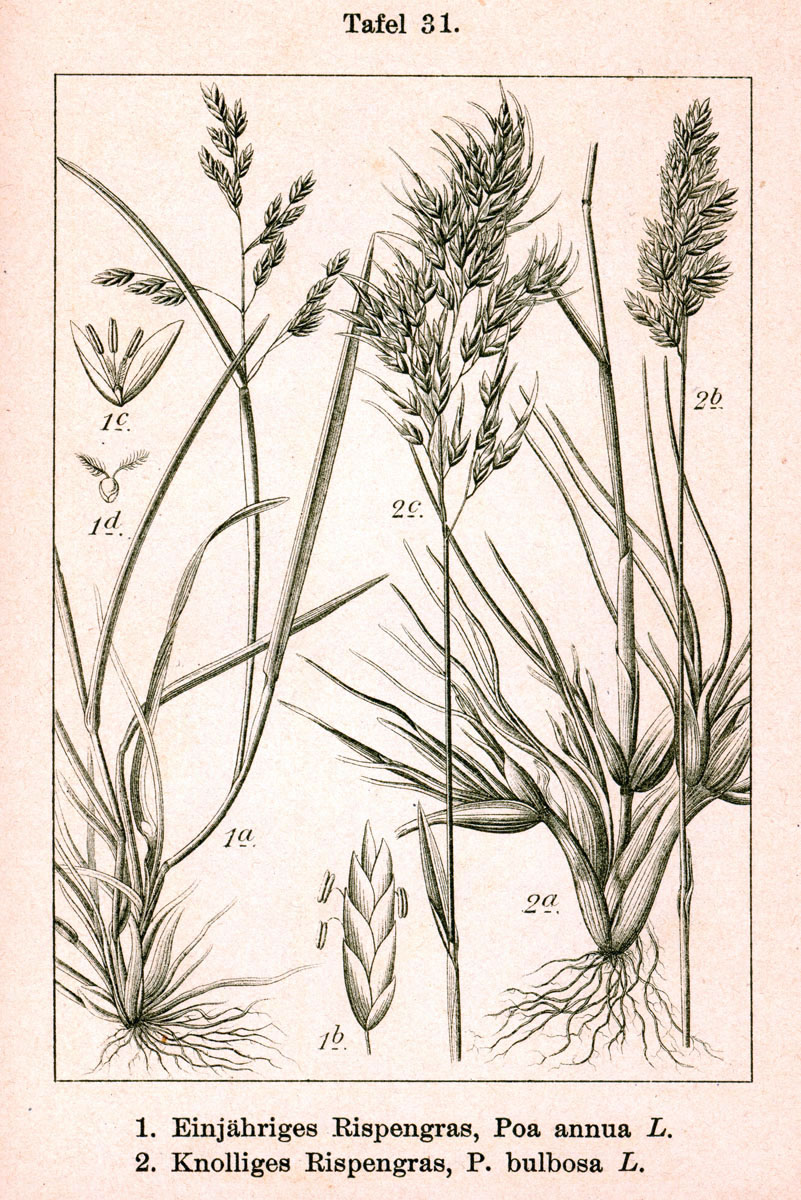
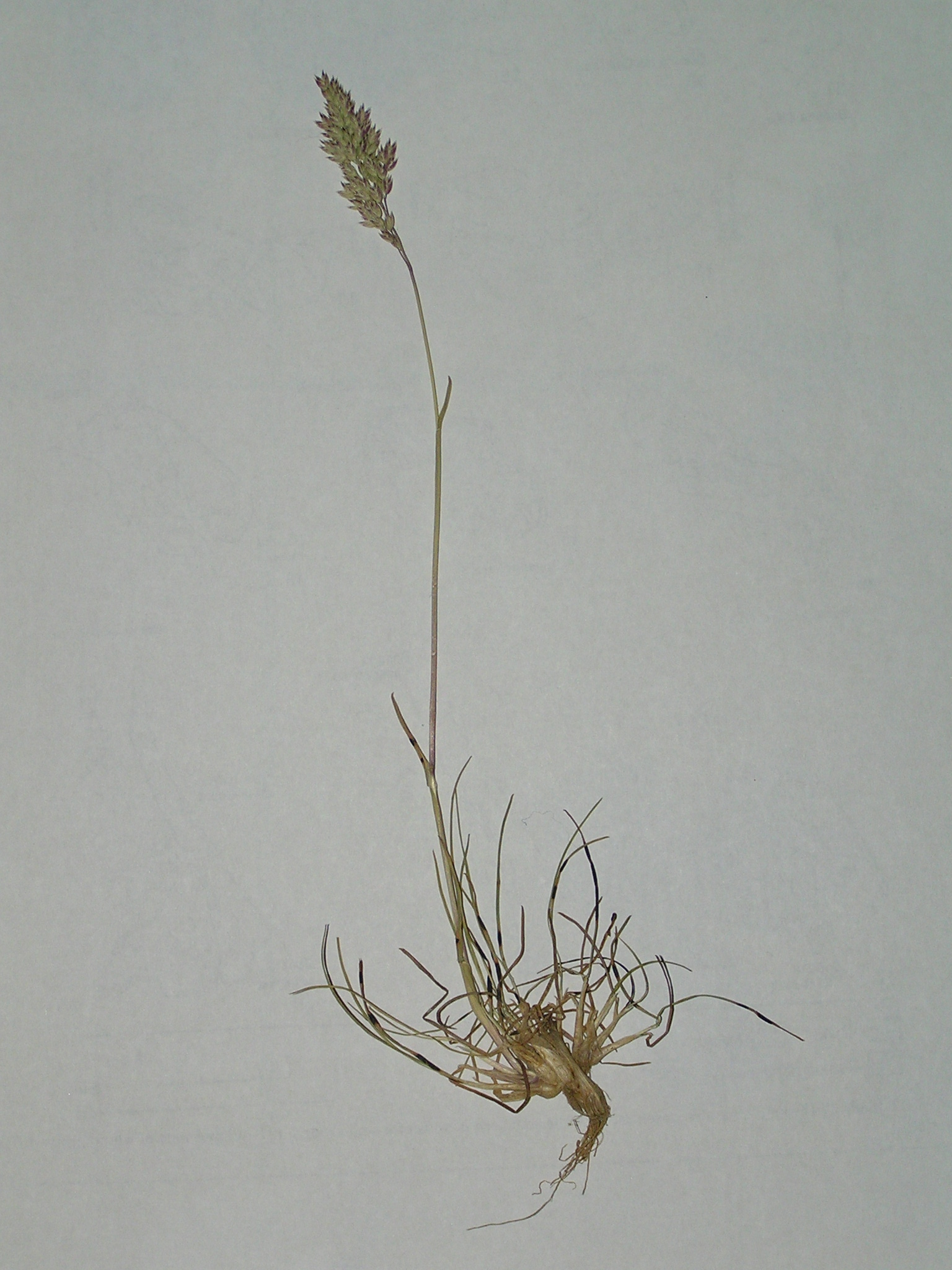
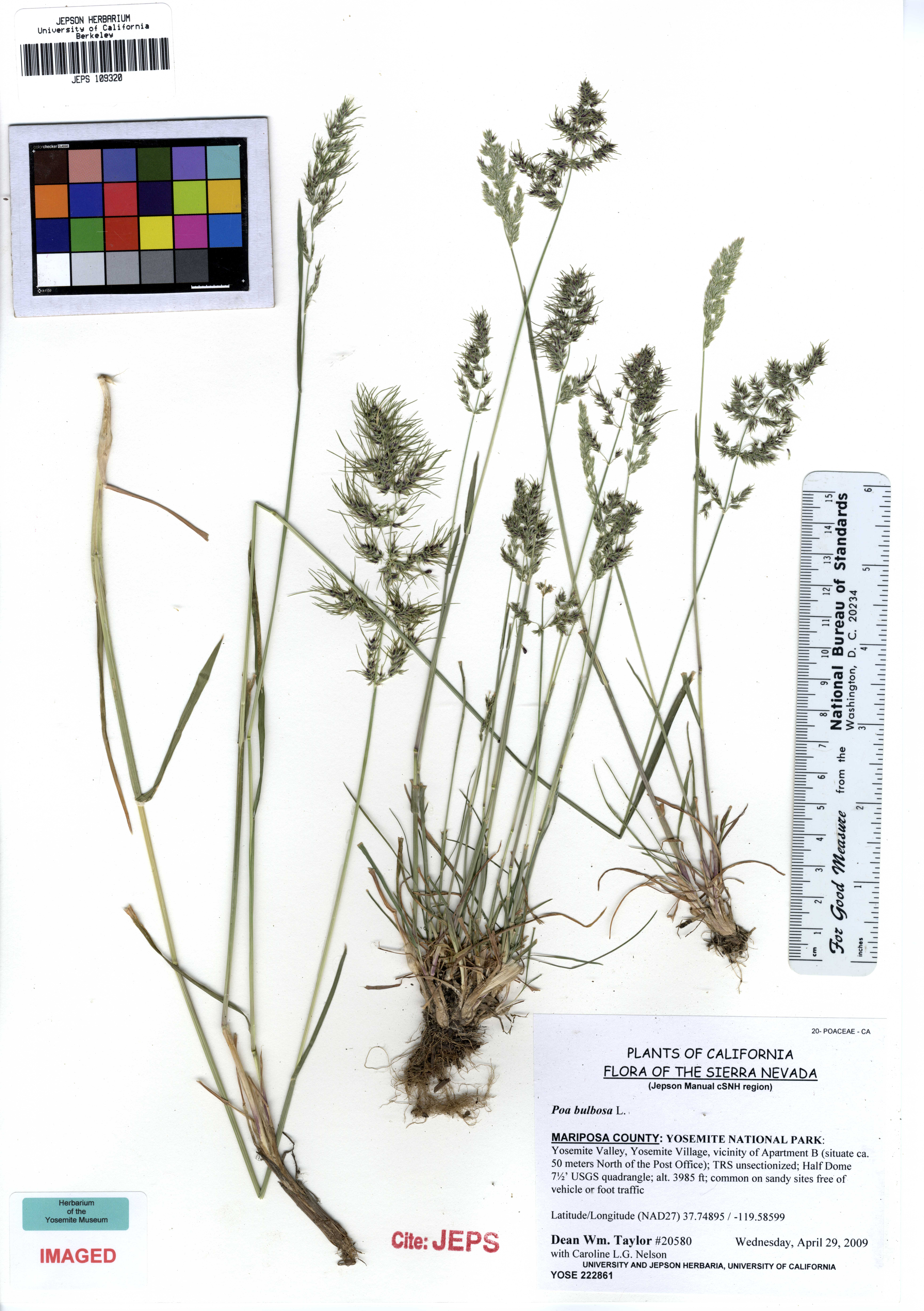
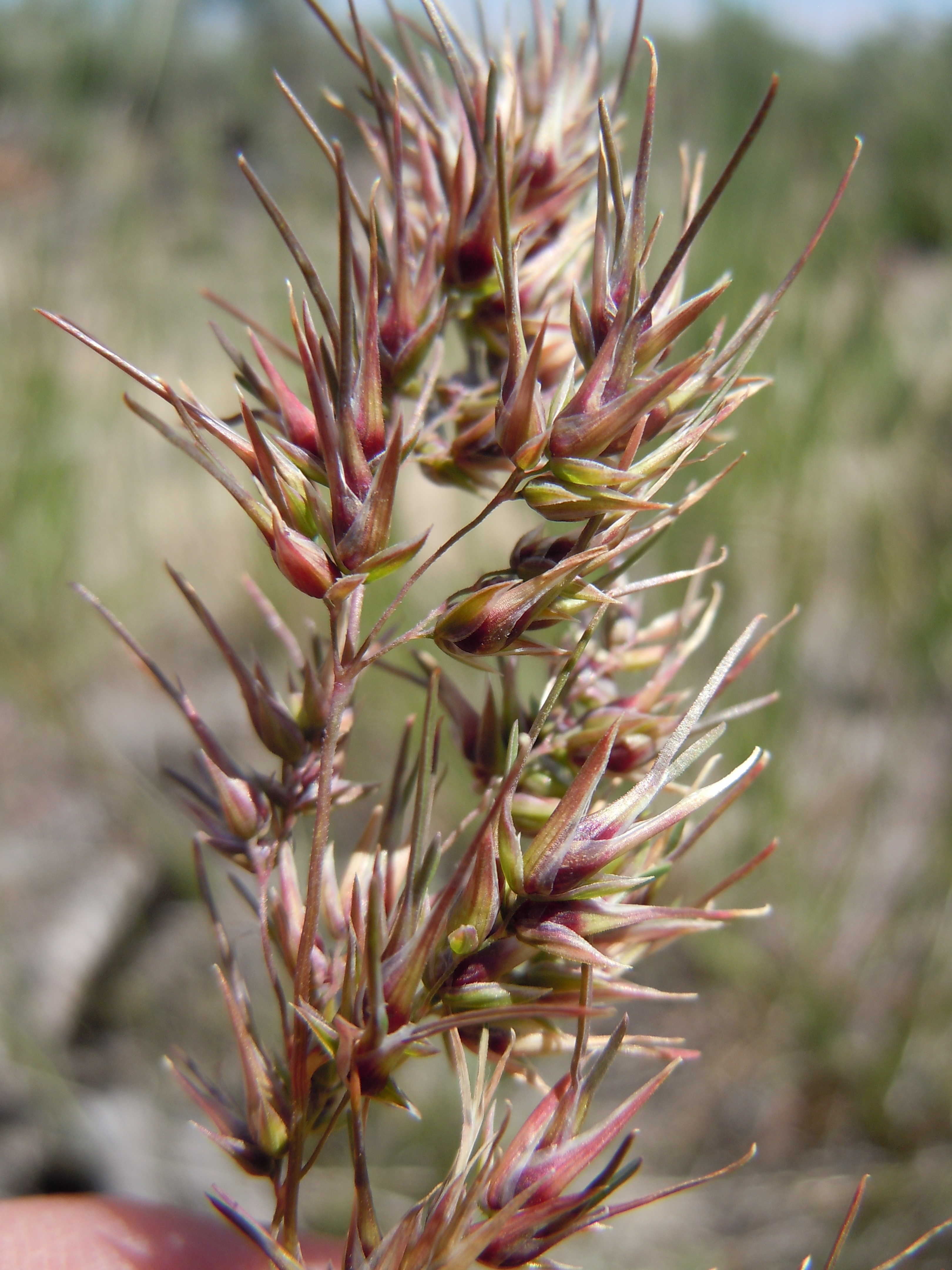